# Guorra
Guorra är en sjö i Sorsele kommun i Lappland och ingår i Umeälvens huvudavrinningsområde. Guorra ligger i Vindelfjällen Natura 2000-område.